# مشتركة بيضاوية
مشتركة بيضاوية أو بندق الساحرة كبير الورق (الاسم العلمي: Hamamelis ovalis)، نوع شجيرات من المشتركة توجد غالبًا في جنوب شرق الولايات المتحدة. أُكتشفت لأول مرة في عام 2004، ثم وصفت لاحقًا في عام 2005. تشبه أوراقها أوراق البندق، تتراوح أزهارها من اللون الأحمر إلى الكستنائي، وتتفتح في الغالب من ديسمبر حتى فبراير. هو واحد من ثلاثة أنواع في جنس المشتركة التي تعيش في أمريكا الشمالية.